# Ordre de bataille de Big Bethel
Les unités de l'armée de l'Union et de l'armée des États Confédérés et les commandants suivants ont combattu lors de la bataille de Big Bethel le 10 juin 1861 lors de la guerre de Sécession.

## Abréviations utilisées

### Grade militaire
- MG = Major général
- BG = Brigadier général
- Col = Colonel
- Ltc = Lieutenant-Colonel
- Maj = Commandant
- Cpt = Capitaine
- Lt = Lieutenant

### Autre
- (b) = blessé
- mb = mortellement blessé
- † = tué
- (PDG) = capturé

## Forces confédérées
Col John B. Magruder, commandant la division d'Hampton (1404 hommes)
- Quartier maître en fonction : William R. Vaughan
- Commissaire en fonction : Robert H. Vaughan
- Aide-de-camp volontaire : George A. Magruder, jr.
- Aide-de-camp volontaire: Hugh Stannard

| Brigade                                                                                    | Régiments et autres |
| ------------------------------------------------------------------------------------------ | --- |
| Commandement de Hill Col Daniel Harvey Hill - Aide-de-camp volontaire : James W. Ratchford | - 1st North Carolina Volunteers (800 hommes) : Col D. H. Hill, Ltc Charles C. Lee - 3rd Virginia Infantry (3 compagnies, 208 hommes) : Ltc William D. Stuart - Bataillon de Montague (Virginie) (4 compagnies, 140 hommes) : Maj Edgar B. Montague - Obusiers de Richmond (Virginie) (2 compagnies, 150 hommes) : Maj George W. Randolph - Cavalerie de la péninsule (2 compagnies, 100 hommes) : Major John Bell Hood - Dragons de Mecklembourg (1 compagnie) : Cpt William N. Jones - Wythe Rifles (Coy, 28) : Lt Samuel R. Chisman |

## Force de l'Union
MG Benjamin Butler, commandant le département de Virginie (4 400 hommes)
- Secrétaire militaire : Maj Richard S. Fay
- Aide-de-camp volontaire : Maj Théodore Winthrop (†)

| Brigade                                                                          | Régiments et autres |
| -------------------------------------------------------------------------------- | --- |
| Commandement de Peirce BG Ebenezer W. Peirce - Aide de camp: Cpt Pierre Haggerty | - 1st New York Infantry (750 hommes) : Col William H. Allen - 2nd New York Infantry (750 hommes) : Col Joseph B. Carr - 3rd New York Infantry (650 hommes) : Col Frederick Townsend - 5th New York Infantry (850 hommes) : Col Abram Duryée - 7th New York Infantry (750 hommes) : Col John E. Bendix (en) - 1st Vermont Infantry (5 Coys, 300 hommes) : Ltc Peter T. Washburn (en) - 4th Massachusetts Infantry (en) (5 compagnies, 300 hommes) : Maj Horace O. Wittemore - 2nd U.S. Artillery (compagnie B, 50 hommes) : Lt John Trout Greble (†) |